# Стефан Бирчевић
Стефан Бирчевић (Лазаревац, 13. децембар 1989) бивши је српски кошаркаш. Играо је на позицији крилног центра.

## Клупска каријера

### Металац и Раднички
Кошарку је почео да тренира у родном Лазаревцу да би касније прешао у екипу ваљевског Металца где је и дебитовао у сениорској кошарци.
Године 2011. прешао је у крагујевачки Раднички и у њему се задржао укупно три сезоне, имајући значајну улогу у највећим успесима тог клуба - учешћу на фајнал-фору Јадранске лиге 2012/13. и у Еврокупу 2013/14. У Еврокупу је одиграо 10 утакмица и просечно бележио 13,1 поен и 4,6 скока по утакмици.

### Естудијантес
У августу 2014. прешао је у шпански Естудијантес. У првој сезони у АЦБ лиги је бележио просечно 5,4 поена и 2,8 скока на 27 одигране утакмице. У августу 2015. продужио је уговор са Естудијантесом на још једну сезону.

### Партизан
Дана 13. јуна 2016. Бирчевић је потписао двогодишњи уговор са Партизаном. Дана 19. октобра 2016. Бирчевић је донео победу Партизану (64:65) против Лудвигсбурга кошем у последњој секунди у првој утакмици кошаркашке Лиге шампиона. Бирчевић је проглашен за најкориснијег играча 23. кола Јадранске лиге. Постигао је 26 поена, шест скокова, три украдене лопте, две блокаде и једну асистенцију за 35 минута на терену, односно за укупно 33 индексна поена, у победи 87:86 над Задром. У фебруару је проглашен за најкориснијег играча месеца Јадранске лиге.
Бирчевић је као играч Партизана у сезони 2016/17. у АБА лиги имао просек од 11,2 поена и 6,2 скока за 27 минута на терену, у Суперлиги је просечно бележио 14,1 поена, 4,6 скокова за 28 минута у игри док се у ФИБА Лиги шампиона „представио“ са 12,1 поен, 6,2 скока и 1,3 асистенције.

### Турска
У јулу 2017. године потписао је уговор са екипом Истанбула. Са њима је у сезони 2017/18. просечно бележио 12,5 поена и 4,6 скокова по утакмици у турској Суперлиги.
Бирчевић је крајем јуна 2018. године потписао уговор са Банвитом, али му је после само четири месеца турски клуб уручио отказ. Банвит је веома лоше почео сезону и уписао сва четири пораза у домаћем шампионату, док је у ФИБА Лиги шампиона остварен скор од само једне победе из три меча, након чега су челници клуба одлучили да направе промену. Отпустили су Бирчевића, као и Американца Маркуса Тортона. Бирчевић је ове сезоне у дресу Банвита одиграо укупно седам утакмица, уз просечан учинак од 6,1 поена и 4,6 скокова по мечу.

### Немачка
У децембру 2018. потписао је уговор са немачким Телеком баскетс Боном. Наступио је на укупно 26 утакмица немачке Бундеслиге, а за 18,7 минута на паркету је бележио просечно 7 поена и 3,4 скока по мечу. Бон је сезону завршио на 7. месту Бундеслиге и тако се пласирао у плејоф где је елиминисан у четвртфиналу од Олденбурга. Поред домаћег првенства, Бирчевић је у дресу Бона наступио на шест утакмица у ФИБА Лиги шампиона где је просечно бележио 6,2 поена и 3,3 скока по утакмици. Бон је у Лиги шампиона завршио тек на 6. месту (од 8) у својој групи па је такмичење наставио у ФИБА Европа купу где је елиминисан већ на првој препреци од Албе Фехервар, а Бирчевић је у двомечу са мађарским клубом бележио 12,5 поена по мечу.

### Партизан
Бирчевић се 23. августа 2019. вратио у Партизан. У септембру 2019, Бирчевић је са Партизаном освојио Суперкуп Јадранске лиге, што му је први трофеј у клупској каријери. У фебруару 2020. је освојио свој други трофеј, Куп Радивоја Кораћа. Сезона 2019/20. је у марту прекинута због пандемије корона вируса. Партизан је пре прекида свих такмичења био на првом месту у АБА лиги, док је у Еврокупу имао најбољи скор и обезбеђену предност домаћег терена до самог краја такмичења. Бирчевић је током ове сезоне у АБА лиги бележио просечно 5,9 поена и 1,7 скокова док је у Еврокупу имао нешто бољи учинак, 7 поена и 2,9 скокова по мечу. У јулу 2020, Партизан је одлучио да му не понуди уговор за нову сезону, па је тако Бирчевић постао слободан играч.

### Каснија каријера
У децембру 2020. године прикључио се тренинзима чачанског Борца, да би 16. децембра 2020. и званично потписао уговор са овим клубом до краја сезоне. Ипак, Бирчевић је након само десетак дана напустио клуб а да није стигао ни да дебитује. Требало је да дебитује 21. децембра на утакмици Задром у АБА лиги, али је тај меч одложен због присуства корона вируса у хрватској екипи. Бирчевић се након тога није нашао у саставу Борца ни на утакмици са Сплитом, 28. децембра, након чега је истог дана објављено да је прешао у јапанску Хирошиму. Због пандемије изазване вирусом Ковид 19, Бирчевић није успео да се прикључи јапанском клубу. Након тога је 24. фебруара 2021. потписао уговор са турским прволигашем Бурсаспором.
У јулу 2021. потписао је уговор са румунском екипом У Клуж-Напока. Наредне две сезоне је провео у Клужу и освојио је две титуле првака Румуније. Сезону 2023/24. почео је у немачком Мителдојчеру али је раскинуо уговор са клубом 23. октобра 2023. године. Наредног месеца је потписао за литвански Лијеткабелис. Већ почетком фебруара наредне године напустио је литвански клуб.

## Репрезентација
Са универзитетском репрезентацијом Србије освојио је златну медаљу на Универзијади 2011. године. За сениорску репрезентацију Србије је дебитовао на Светском првенству 2014. у Шпанији и освојио сребрну медаљу. Исту медаљу је освојио и на Олимпијским играма 2016. у Рију и на Европском првенству 2017. године. Наступао је за национални тим и на Светском првенству 2019. у Кини где је освојено пето место.

## Успеси

### Клупски
- Партизан:
  - Куп Радивоја Кораћа (1): 2020.
  - Суперкуп Јадранске лиге (1): 2019.
- У Клуж-Напока:
  - Првенство Румуније (2): 2021/22, 2022/23.
  - Куп Румуније (1): 2023.

### Репрезентативни
- Олимпијске игре:  2016.
- Светско првенство:  2014.
- Европско првенство:  2017.
- Универзијада:  2011.